# Quatre fantômes dans « Hamlet »

Quatre fantômes dans « Hamlet » (titre original : Four Ghosts in Hamlet) est une nouvelle fantastique de l'écrivain américain Fritz Leiber publiée aux États-Unis en 1965.
En France, elle est traduite par Pierre Billon puis publiée en 1978.

## Résumé
L'unique narrateur, nommé Bruce, décrit avec tendresse les petits travers de la petite troupe itinérante d'acteurs tragiques dont il fait partie. Il y a Monica, dont il est fou amoureux ; le Gouverneur, leur directeur ; Billy Simpson dit « Props » (« Accessoires »), leur machiniste-accessoiriste ; Sybil Jameson et Gertrude Grainger, éprises de spiritisme, qui monopolisent Monica au grand chagrin de Bruce ; Francis Farley Scott, qui rêve d'avoir « sa » troupe ; et Guthrie Boyd, ex-star du cinéma muet qui tente de remonter la pente.
Guthrie est celui qui cause le plus de soucis à Bruce : il est gravement alcoolique. Tous craignent que cela l'empêche de donner son ultime représentation, celle qui, devant toute sa famille, scellera sa réconciliation avec les siens et avec la gloire. À mesure que ce jour approche, le danger se précise. La troupe en souffre, Props se remet lui-même à boire. Le désastre est plus que probable...
Le dernier soir, Guthrie fait malgré tout un triomphe sous le masque du Fantôme de Hamlet. Sauf que, juste après cela, on le retrouve mort... depuis une heure. Y avait-il un vrai fantôme sur scène ?
Seul Bruce comprend que Props a remplacé Guthrie pour sauver la troupe et la réputation de ce dernier. En effet, si Guthrie perdait tout talent quand il se soûlait, Props en état d'ivresse a le talent caché de restituer tous les textes entendus durant sa carrière.
La conclusion toutefois n'évacue pas totalement le surnaturel (et donc rattache bien ce récit au genre fantastique, en tout cas par l'ambiguïté qu'elle introduit) : Bruce se demande si Props, en jouant le Fantôme, n'a pas été possédé par le spectre de Shakespeare lui-même, comme semble l'indiquer la planchette de Ouija utilisée par Sybil et Gertrude. En effet, une tradition (d'ailleurs rappelée par Leiber dans la nouvelle), veut que le Fantôme de Hamlet soit le seul rôle qu'ait tenu dans l'une de ses pièces le dramaturge élisabéthain.

## Édition française
- Quatre fantômes dans « Hamlet », Casterman, coll. « Autres temps, autres mondes » septembre 1978, 50 p., trad. Pierre Billon  (ISBN 2-203-22711-7), dans le même volume que La Grande Machine.